# Chete Lera
Ramón Mariano Fernández Lera, conocido artísticamente como Chete Lera (La Estrada, Pontevedra; 30 de noviembre de 1949-Rincón de la Victoria, Málaga; 19 de mayo de 2022), fue un actor español.

## Trayectoria artística
Primogénito de un total de once hermanos, entre los cuales se encuentra el escritor Antonio Fernández Lera, pasó su infancia en Corcubión. Trabajó como ingeniero aeronáutico y empleado de banca, para pasar a estudiar psicología e interpretación. Inicia su actividad teatral en 1978 en el grupo de teatro Espacio Cero, en montajes como Asa Nisi Masa (1980), Los carboneros (Aristófanes,1981), El plauto (Carlos Trías,1982), Delante del Muro (Antonio Fernández Lera, 1985) o Ágata (Marguerite Duras,1989).
En la década de 1990 debutó en el cine en La ardilla roja (Julio Medém, 1993), a la que siguen participaciones en films como Familia (1996), Secretos del corazón (1997), Abre los ojos (1997), Barrio (1998), Flores de otro mundo (1999), Smoking Room (2002), Concursante (2007) o Todo es silencio (2012). Su último largometraje fue Sin Mañana (2017).
En televisión destacaron sus papeles en series como La forja de un rebelde (1990), Médico de familia (1998), Abuela de verano (2005), El ministerio del tiempo (2015) y Mira lo que has hecho (2018 -2019).
Su carrera teatral abarcó más de 50 montajes, como He visto dos veces el cometa Halley (Rafael Alberti, 2003)  Largo viaje hacia la noche (2006), Angelina o el honor de un brigadier (2009), El coloquio de los perros (2012), Diálogo de las comedias (2015)  y Dentro de la tierra (Paco Bezerra, 2017).
Falleció en un accidente de tráfico, al salirse su vehículo de la vía y caer por un desnivel.

## Largometrajes
- Todo por la pasta (1991), de Enrique Urbizu.
- La ardilla roja (1993), de Julio Médem.
- El niño invisible (1995), de Rafael Moleón.
- Sálvate si puedes (1995), de Joaquín Trincado.
- Familia (1996), de Fernando León de Aranoa.
- Zapico (1996), de Rafael Bernases.
- Secretos del corazón (1997), de Montxo Armendáriz.
- Dame algo (1997), de Héctor Carré.
- Abre los ojos (1997), de Alejandro Amenábar.
- Insomnio (1998), de Chus Gutiérrez.
- Barrio (1998), de Fernando León de Aranoa.
- Em dic Sara (1998), de Dolores Payás.
- Fisterra, onde termina o mundo (1998), de Xavier Villaverde.
- Arde, amor (1999), de Raúl Veiga.
- Extraños (1999), de Imanol Uribe.
- Flores de otro mundo (1999), de Icíar Bollaín.
- Plenilunio (1999), de Imanol Uribe.
- Cascabel (2000), de Daniel Cebrián.
- Jara (2000), de Manuel Estudillo.
- Smoking Room (2002), de Roger Gual e Julio D. Wallovits.
- Mi casa es tu casa (2002), de Miguel Álvarez.
- El alquimista impaciente (2002), de Patricia Ferreira.
- Ilegal (2003), de Ignacio Vilar.
- El misterio Galíndez (2003), de Gerardo Herrero.
- Fragments (2003), de Judith Colell.
- Secuestrados en Xeorxia (2003), de Gustavo Balza.
- Malicia en el país de las maravillas (2004), de Gaizka Urresti.
- A promesa (2004), de Héctor Carré.
- Mentíndolle á vida (2005), de Jorge Algora.
- La vida perra de Juanita Narboni (2005), de Farida Ben Lyziad.
- Remake (2006), de Roger Gual.
- Ecos (2006), de Oriol Paulo.
- Os mortos van á présa (2009), de Ángel de la Cruz.
- Concursante (2007), de Rodrigo Cortés.
- O neno de barro (2007), de Jorge Algora.
- Tocar el cielo (2007), de Marcos Carnevale.
- A noite que deixou de chover (2008), de Alfonso Zarauza.
- Todo es silencio (2012), de Jose Luis Cuerda.
- Sin mañana (2017) de Janer Mena.

## Cortometrajes
- Crisis (1982), de Gerardo Losada.
- Sueños en la ciudad (1992), de Cecilia de Lou.
- El crepúsculo de las momias (1993), de Teresa Nieto.
- Vientos de mal (1999), de Daniel Múgica.
- Cosas nuestras (1999), de José Pascual.
- El equipaje abierto (1999), de Javier Rebollo.
- O río ten mans (2000), de Beatriz del Monte.
- Sandra (2000), de Ángel de la Cruz.
- La caída del imperio (2001), de Fernando Merinero.
- Diminutos del calvario (2001), de Juan Antonio Bayona e Chiqui Carabante.
- El corazón de la memoria (2001), de Gaizka Urresti.
- El último veraneo (2004), de Valle Hidalgo.
- Canciones de invierno (2004), de Félix Viscarret.
- Somne (2005), de Isidro Ortiz.
- Escollera (2005), de Santiago Torres.

## Televisión
- La forja de un rebelde (1990), de Mario Camus.
- La virtud del asesino (1997), de Roberto Bodegas.
- Tío Willy (1998), de Pablo Ibáñez T.
- Médico de familia (1998)
- La habitación blanca (2000), de Antonio Mercero.
- Abuela de verano (2005)
- Mira lo que has hecho (2018-2019)

## Teatro
- Cara de Plata (2005).
- Largo viaje hacia la noche (2006).
- Angelina o el honor de un brigadier (2009).
- Antígona del siglo XXI (2011).

## Premios
- Nominado a los Premios Valle Inclán de Teatro 2007 por "¿Dónde estás, Ulalume, dónde estás?"
- Nominado a los Premios Mayte de Teatro 2010 por "Angelina o el honor de un brigadier".[3]
- Premio Espiga de oro del Festival de Málaga por Smooking Room.